# Хенераль-Вільєгас (округ)
Округ Хенераль-Вільєгас (ісп. General Villegas) — адміністративно-територіальна одиниця 2-ого рівня у провінції Буенос-Айрес в центральній Аргентині. Адміністративний центр округу — Хенераль-Вільєгас (ісп. General Villegas).
Населення округу становить 30864 особи (2010). Площа — 7232 кв. км.

## Історія
Округ заснований у 1886 році.

## Населення
У 2010 році населення становило 30864 особи. З них чоловіків — 8894, жінок — 9184.

## Політика
Округ належить до 4-ого виборчого сектору провінції Буенос-Айрес.